# Marion Davies
Pour les articles homonymes, voir Davies.
Marion Douras, dite Marion Davies (née le 3 janvier 1897 à Brooklyn et morte le 22 septembre 1961 à Hollywood) est une actrice et productrice américaine, 
Elle a été pendant trente ans la maîtresse de William Randolph Hearst. En tant que telle, elle a inspiré librement le personnage Susan Alexander dans le film Citizen Kane.

## Biographie
Marion Cecilia Douras, plus tard dite Marion Davies, est née le 3 janvier 1897 à Brooklyn, New York ; elle est la benjamine de cinq enfants nés de l'union entre Bernard J. Douras (1857-1935), un juge et avocat et Rose Reilly (1867-?). Son père effectua le mariage civil de Gloria Gould Bishop. Ses sœurs aînées étaient Rose, Reine, et Ethel.
Un de ses frères, Charles, se noie en 1906, à l'âge de 15 ans. Son prénom sera donné au neveu préféré de Marion, le scénariste Charles Lederer, fils de Reine Davies. L'éducation formelle que Marion reçoit est celle de couvent entre 1910 et 1913.
Elle fait ses débuts sur scène en 1914, à l'âge de dix-sept ans, dans la revue musicale « Chin Chin ». Elle est danseuse avec les Ziegfield Follies sur Broadway entre 1915 et 1917, où Hearst devient l'un de ses admirateurs,.
En 1917, elle tourne son premier film, La Romanichelle. Hearst fonde une compagnie de film, Cosmopolitan Productions, en 1919 et promet à Marion qu'il en fera une « star » ; il la fait chef de production de Cosmopolitan à New York. Il se sert de son pouvoir et sa richesse pour faire avancer la carrière de Marion, dépensant une somme estimée à 7 millions de dollars pour la promouvoir.
Elle tourne dans les films de Cosmopolitan, mais produit aussi des dizaines de films, démontrant qu'elle est une habile femme d'affaires. L'un de ses grands succès est Sur les marches d'un trône (1922), qui est le premier film avec un budget d'un million de dollars C'est pour l'époque une somme énorme. Le film est rentable.
À partir de 1923, Cosmopolitan s'affilie avec le studio Goldwyn, plus tard Metro-Goldwyn-Mayer. Selon les termes de l'accord, MGM finance tous les films de Davies et elle obtient un salaire de 10 000 de dollars par semaine. Elle et Hearst partagent 30 pour cent des profits. En 1924, Davies est nommée « Queen of the Screen » et meilleure actrice par une association de propriétaires de salles de cinéma.
À propos de ses 48 films muets et sonores, Marion Davies déclara avec humour : « Avec moi, c'était 5% de talent et 95% de publicité ». Hearst prend le contrôle de sa carrière cinématographique, commandant à la scénariste Frances Marion d'écrire des « star vehicles » pour pousser la carrière de Davies. Hearst préfère pour elle des rôles dramatiques. À la fin des années 1920, elle tourne de plus en plus des comédies comme Tillie the Toiler (1927), Mirage, Une gamine charmante et The Cardboard Lover (les trois en 1928).
Bien qu'elle soit d'abord réticente à tourner un film parlant à cause d'un léger bégaiement d'enfance, elle fait son premier film parlant en 1929 (Marianne). Sa voix charmante et un talent pour les accents lui permettent de faire la transition au parlant. Mais Davies n'a souvent que des scénarios médiocres en comparaison des autres « stars » de MGM. Enfin Hearst intervient auprès de Louis B. Mayer, et Davies commence à tourner des films de meilleure qualité, comme Fille de luxe (1932), La Reine des girls (1932), et Au pays du rêve (1933). Hearst fait campagne, sans succès, pour faire gagner à Marion un Oscar pour son interprétation dans Peg O' My Heart (1933). En 1934, Hearst se brouille avec Louis B. Mayer après le dernier refus de Marion des films Marie-Antoinette (1938) et Miss Barrett (1934); il fait transférer Davies à Warner Bros..

### Retraite

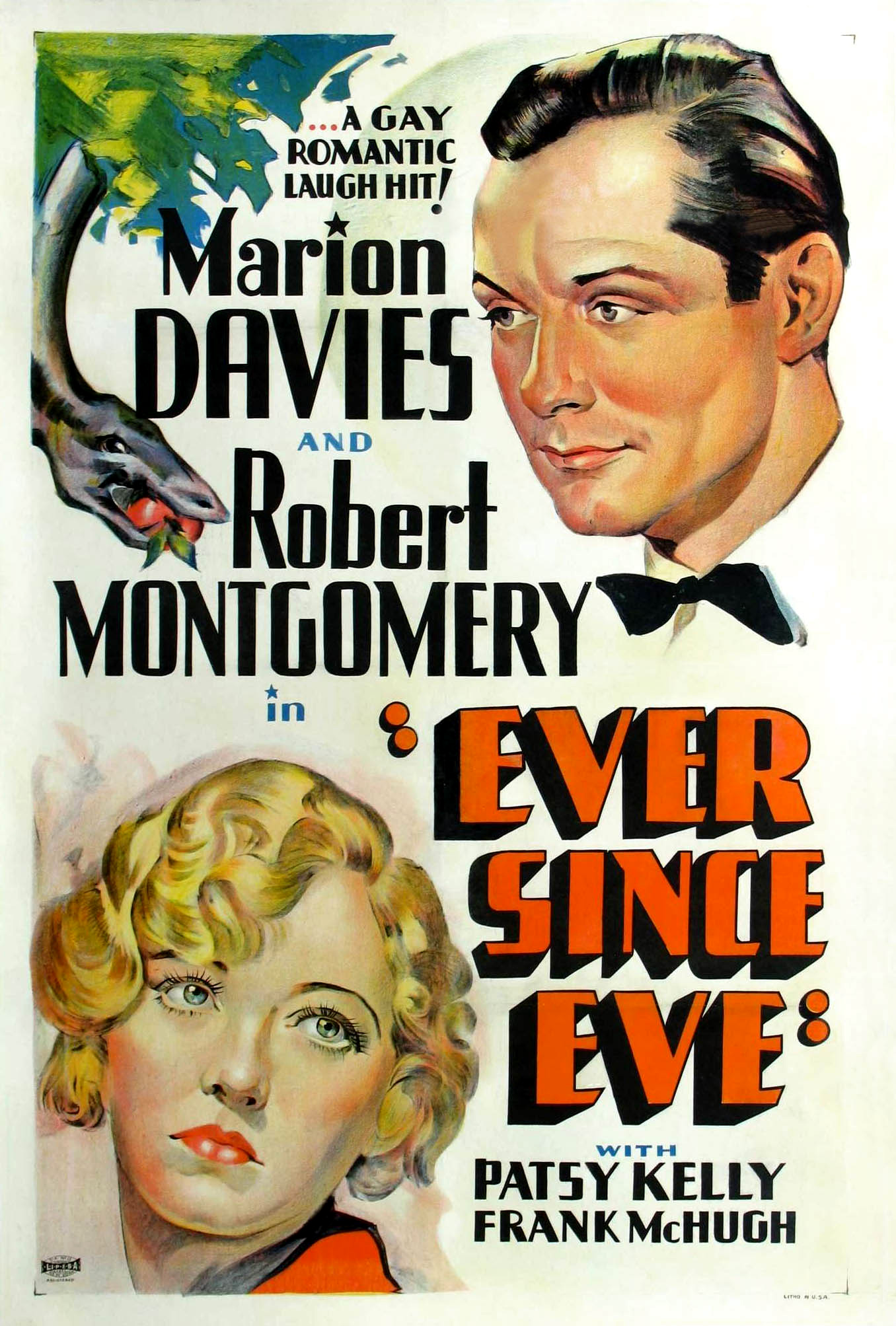
Ever Since Eve, le dernier film de Davies.

En 1937, après avoir tourné quatre films décevants avec Warner Bros., Davies prend sa retraite. Son dernier film, Ever Since Eve, lui attire des critiques négatives pour sa répresentation d'une ingénue malgré son âge de quarante ans. Hearst est simultanément menacé de banqueroute à cause de la Grande Dépression. Davies, quand elle apprend la situation périlleuse de son amant, vend tous ses bijoux, ses obligations et ses actions pour lui prêter un million de dollars.
Au fil des années, de plus en plus isolée par une société peu tolérante et minée par sa situation de maitresse (Hearst ne l'a jamais épousée), Marion sombre dans l'alcoolisme. Le fils de Hearst, Bill Jr., croyait que son père, par son refus d'épouser Marion, était peut-être en partie responsable de l'alcoolisme de celle-ci. Selon lui, Hearst finit par en éprouver beaucoup de chagrin dans les dernières années de sa vie. À Hearst Castle, Hearst tenta, sans succès, de contrôler l'alcoolisme de Marion en limitant strictement la consommation d'alcool aux invités.
Pendant la Seconde Guerre mondiale, à cause des craintes d'une invasion japonaise sur la côte de Californie, Hearst et Davies quittent Hearst Castle pour se réfugier à Wyntoon, un château de Hearst au nord de la Californie. Ils retournèrent à Hearst Castle à la fin de la guerre, mais en 1947, la mauvaise santé de William R. les oblige à revenir à Los Angeles, où Davies achète une maison à Beverly Hills. Pendant les dernières années de la vie de Hearst, l'alcoolisme de Davies s'aggrave.
En 1950, Hearst établit pour Davies une fiducie de 30 000 actions privilégiées de la Hearst Corporation. Après la mort de Hearst, l'année suivante, selon les termes d'un testament modifié, elle hérite du pouvoir de vote des 170 000 actions de Hearst. Combinées avec les siennes, elle gagne un intérêt majoritaire de la Hearst Corporation. Elle choisit de renoncer aux actions de Hearst, tout en conservant ses 30 000 actions.
Le 31 octobre 1951, elle épouse un cascadeur d'Hollywood, le capitaine Horace Brown, à Las Vegas. Le mariage est orageux, et elle tente plusieurs fois de divorcer, mais ils se réconcilient systématiquement. Elle devient bienfaitrice et, en 1958, donne 1.9 million de dollars pour la construction d'une aile pour enfants au UCLA Medical Center, connue comme la Clinique pour enfants Marion Davies,. Elle crée également une fondation charitable pour combattre les maladies d'enfance. Davies investit sa richesse dans l'immobilier, achetant plusieurs immeubles de bureaux à Manhattan, le « Desert Inn » à Palm Springs et divers châteaux et maisons.

### Maladie et mort

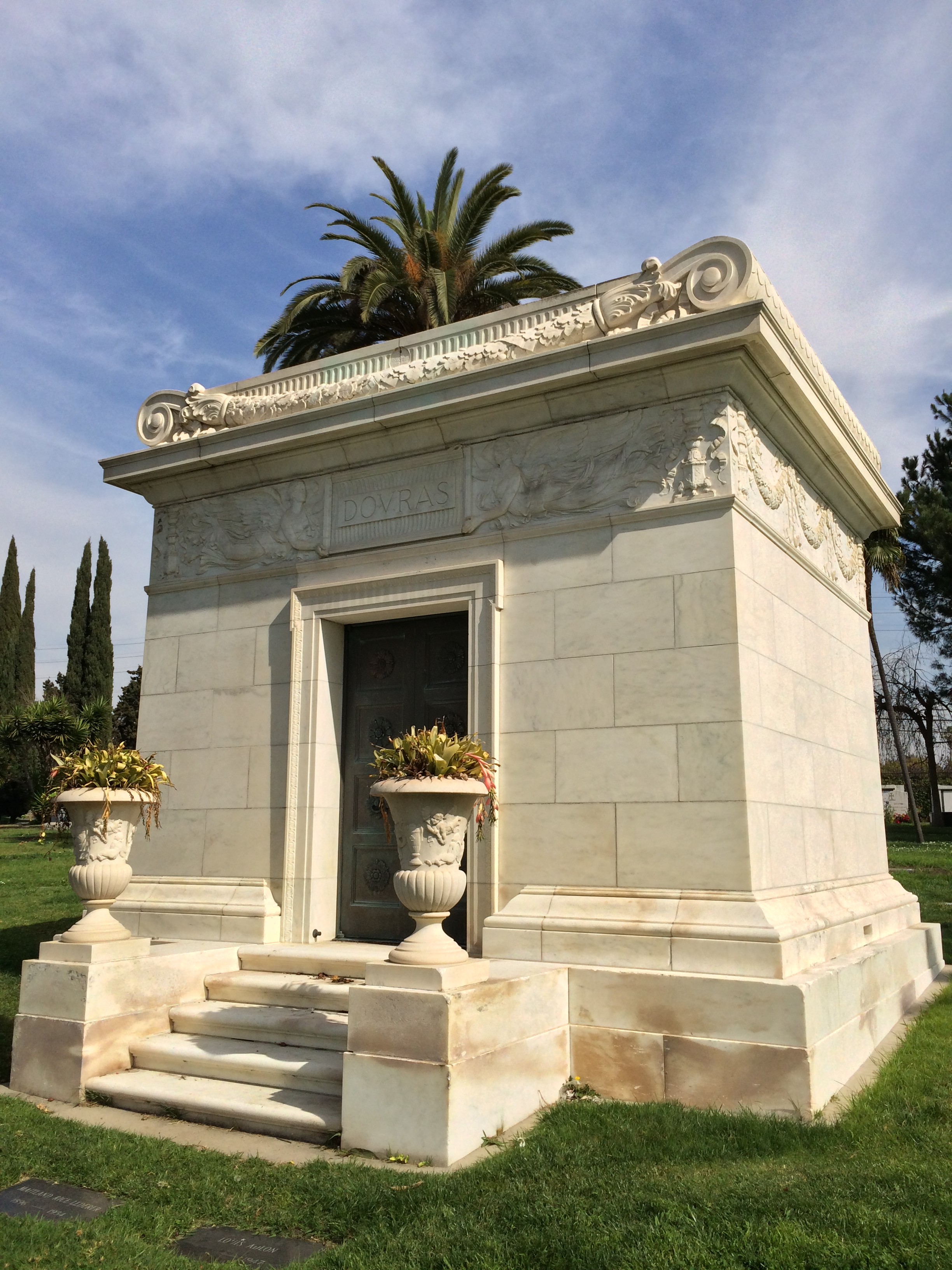
Le tombeau de Davies à Hollywood Forever Cemetery.

Marion Davies subit un accident vasculaire cérébral mineur en 1956. En juin 1960, elle est opérée pour l'ostéomyélite ; 12 jours après l'opération, toujours hospitalisée, elle fait une chute et se casse la jambe gauche.
Sa santé continue de se dégrader, et elle meurt d'un cancer à la mâchoire, dont elle souffrait depuis trois ans, le 22 septembre 1961,. Elle laisse une fortune de 20 millions de dollars (environ 202 millions de dollars en 2023),.

## Vie personnelle

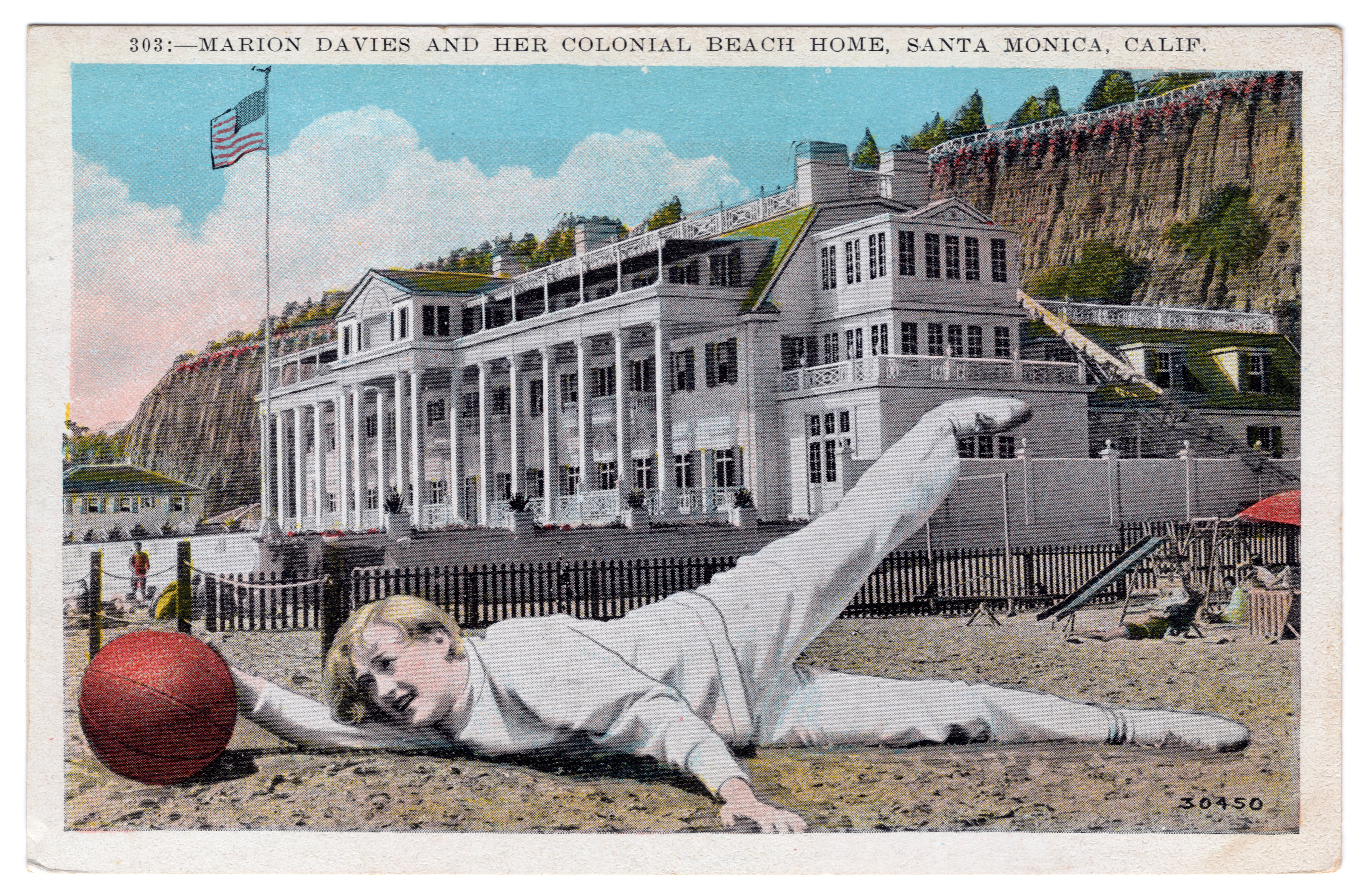
Marion Davies devant sa maison à Santa Monica, aux environs de 1930.

### Relation avec Hearst
Hearst et Davies commencent à sortir ensemble vers 1915. Les circonstances exactes de leur première rencontre ne sont pas connues, mais la légende la plus répandue veut que Hearst l'ait remarquée sur scène alors qu'il est assis au premier rang du théâtre.
Selon Davies, c'est après qu'elle eut signé son contrat avec Cosmopolitan Pictures, en 1918, que sa relation avec Hearst devient sexuelle pour la première fois. En 1951, elle résume ainsi son rapport avec Hearst : « Je le respectais beaucoup, et il me respectait. L'amour, la sympathie, et l'amitié, c'est tout ». Au début des années 1920, la liaison entre Hearst et Davies est « un secret de polichinelle dans les milieux du cinéma et du monde », mais les journaux, même ceux qui n'appartiennent pas à Hearst, sont discrètement muets sur leur liaison.
Au début des années 1920, Hearst passe de plus en plus de temps avec Marion, délaissant sa femme Millicent Hearst. Dans un premier temps, la famille Hearst passe ses étés à Hearst Castle sur la côte centrale de la Californie tandis que Marion reste sur la côte est. Puis, vers 1924, Hearst se sépare de sa femme et installe sa maitresse en Californie. Marion règne désormais sur le château, qui devient alors une destination très prisée de l'élite de Hollywood. Au fil des années 1920, Hearst fait construire pour Marion une maison sur la plage de Santa Monica appelée simplement la « beach house »,.

#### L'affaire de Thomas Ince

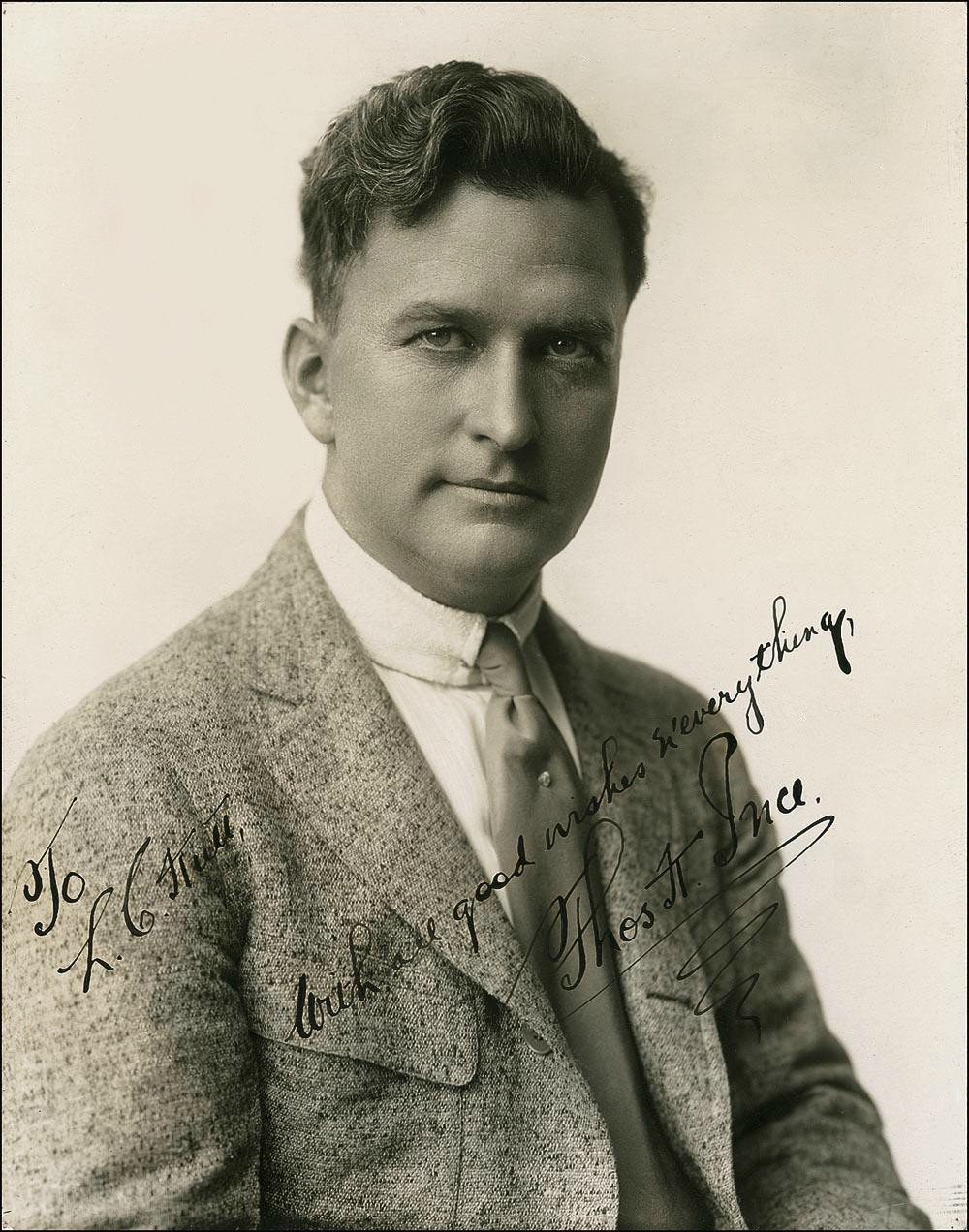
Thomas H. Ince

En novembre 1924, au large de la côte californienne, Davies fait partie d'un groupe naviguant à bord de l'Oneida, yacht de Hearst. Parmi les passagers, l'on retrouve le producteur de films Thomas H. Ince, Charlie Chaplin, Hearst, l'échotière Louella Parsons, l'écrivain Elinor Glyn et un médecin connu comme le Dr. Goodman. Au cours de la nuit du 19 novembre, Thomas Ince tombé malade, débarque à San Diego accompagné de Goodman. Les deux hommes prennent un train pour Los Angeles, mais l'état d'Ince s'étant aggravé, ils s'arrêtent à Del Mar où Ince meurt le lendemain. Le décès sera attribué à de l'insuffisance cardiaque provoquée par une indigestion aiguë, mais les détails contradictoires des circonstances de son décès alimentent les rumeurs d'assassinat.
"Prend racine" est une légende durable insinuant que Hearst aurait tué Ince par erreur, l'ayant confondu avec Chaplin avec qui Davies aurait eu une liaison. Une autre version dit que Hearst, découvrant Ince et Davies ensemble, aurait tiré sur lui dans une rage de jalousie ou même que Hearst découvrant Chaplin et Davies ensemble, aurait sorti son fusil et blessé Ince par erreur. Selon la comédienne Eleanor Boardman, Elinor Glyn lui aurait confié que tous les passagers du yacht avaient juré de garder le secret sur ces événements. Le chauffeur de Chaplin, Toraichi Kono, a dit avoir vu, à bord du yacht, Ince grièvement blessé à la tête par ce qui semblait être une arme à feu et saignant abondamment.

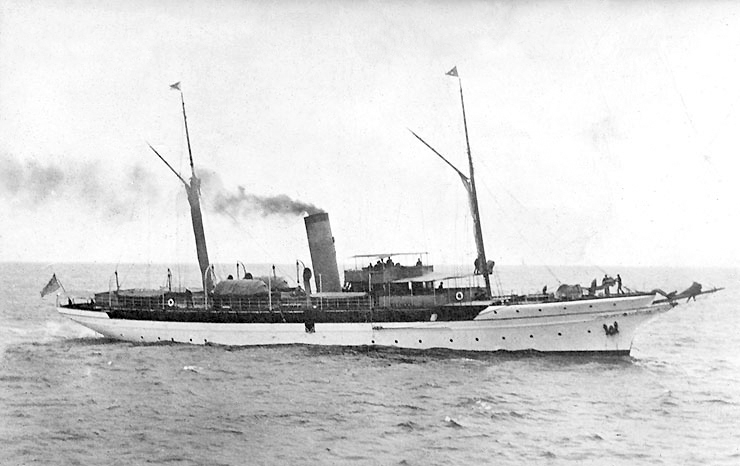
L'Oneida

En 1951, Davies elle-même, réfutant cette version, ajouta: « Qui lui aurait tiré dessus ? Si quelque chose de ce genre-là s'était passé, eh bien, tout le monde serait en prison ». Chaplin et Parsons ont nié avoir même été sur le yacht ce week-end-là, alors que l'écrivain David Wallace fait valoir qu'il était invraisemblable que Hearst ait tenté de tuer Chaplin puisque ce dernier était invité sur le yacht deux ans plus tard et fréquentait souvent Hearst Castle et la maison de Davies à Santa Monica; en outre, Davies, Hearst et Chaplin étaient des amis très proches pendant les années qui ont suivi la mort d'Ince. Pour Marion, la rumeur, qui persista bien des années, « était encore un autre mythe qui colorait sa réputation ».

#### Fille présumée
Marion Davies est très proche de sa nièce Patricia Lake, officiellement la fille de sa sœur Rose. Patricia est soutenue par Marion Davies toute sa vie et passe la plus grande partie de sa jeunesse auprès de sa tante. À la mort de celle-ci, Patricia Lake hérite de la moitié de sa fortune de 20 millions de dollars. Une rumeur persiste depuis les années 1920 selon laquelle Lake serait la fille de Davies et Hearst. Selon le Los Angeles Times, la réelle filiation de Lake « semblait être le secret le moins bien gardé d'Hollywood ». En 1993, après la mort de Lake, sa famille avoue publiquement que la rumeur est vraie. Selon la famille, Patricia leur a dit que Davies et Hearst étaient ses vrais parents et qu'elle était née hors de Paris entre 1920 et 1923 (elle ne savait jamais l'année de sa naissance). Hearst lui-même lui avait confirmé ce fait le jour de son mariage avec l'acteur Arthur Lake.

## Filmographie

### Comme actrice

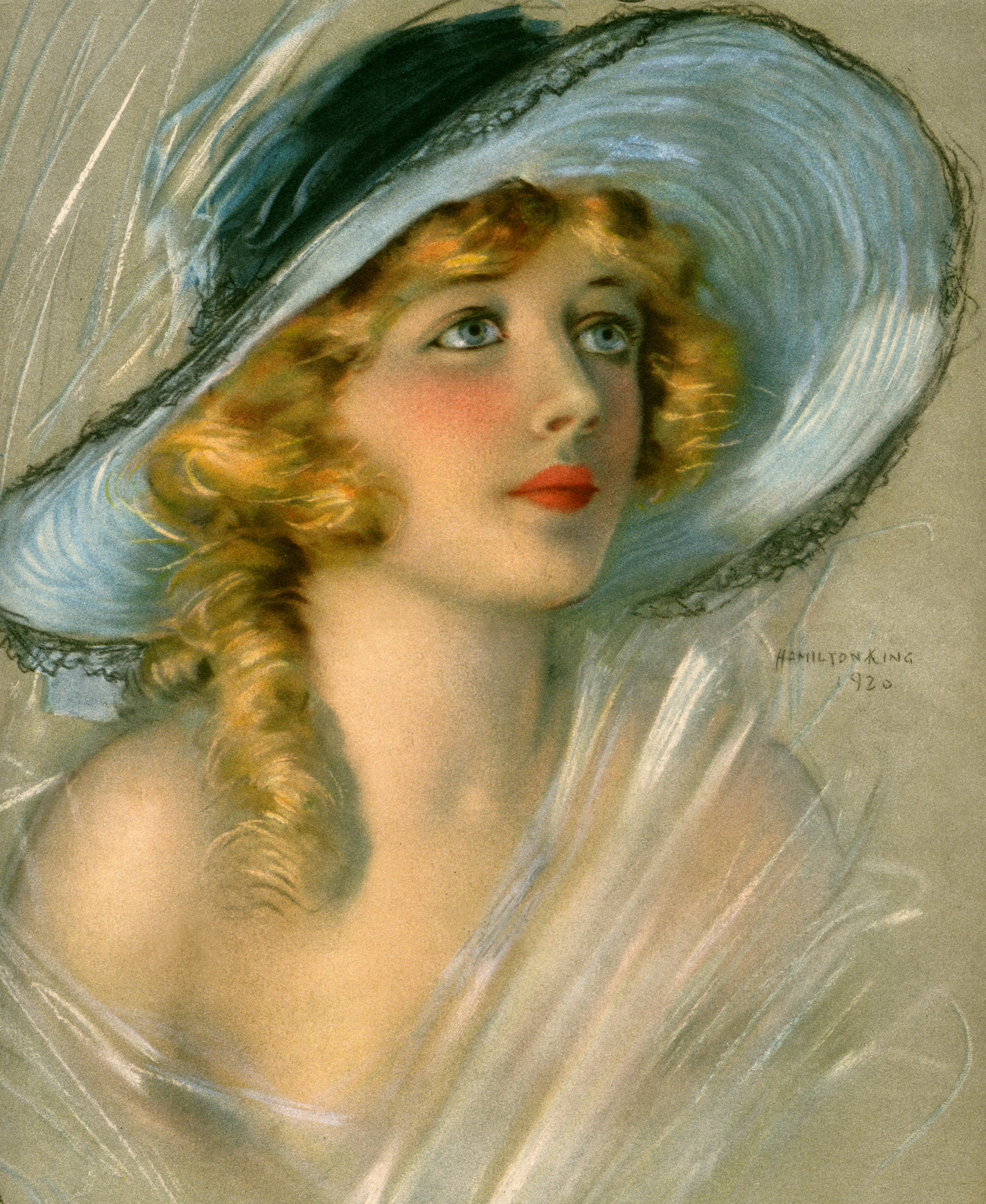
Marion Davies (1920).

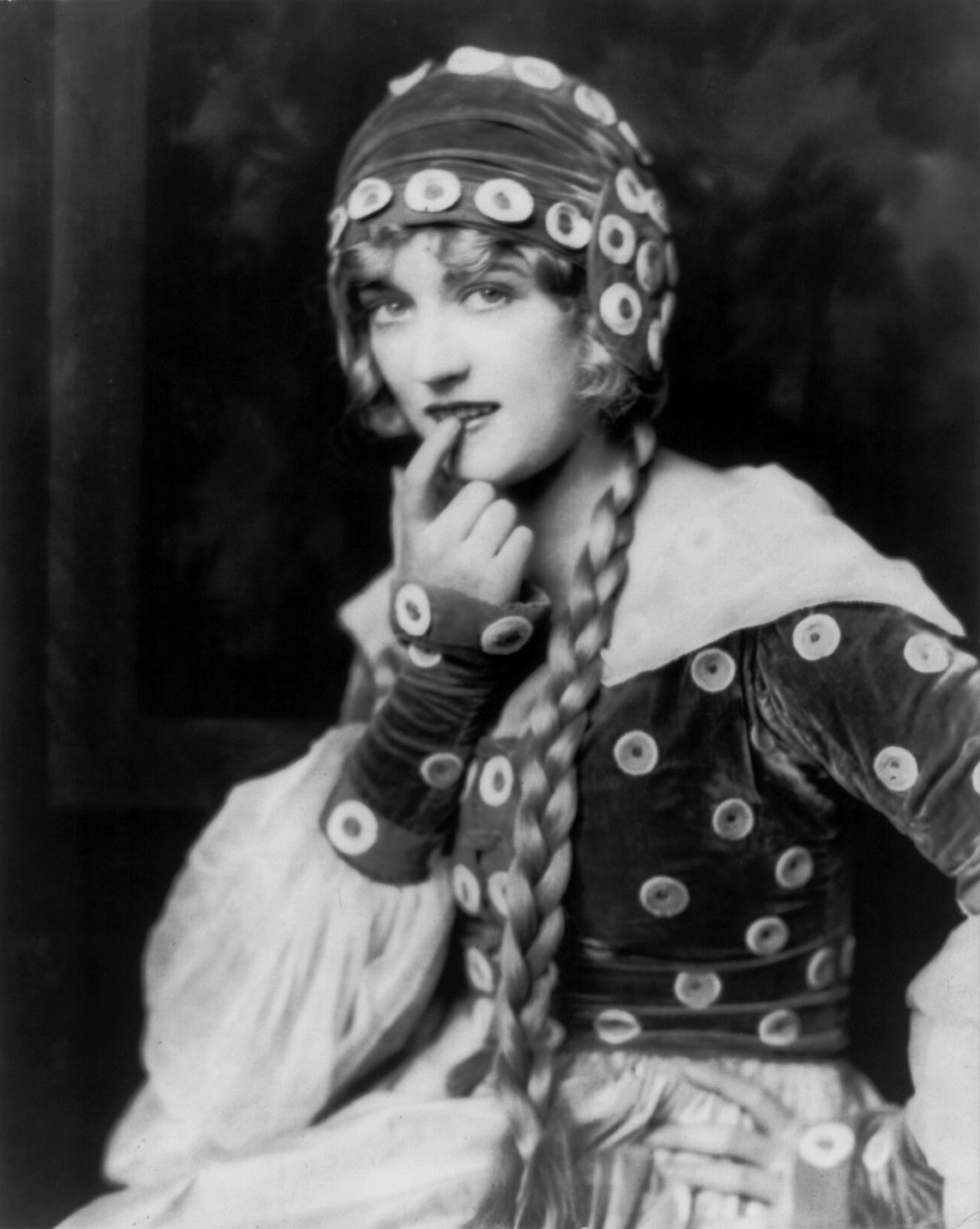
Marion Davies dans Yolanda en 1924

- 1917 : La Romanichelle (Runaway, Romany) de George W. Lederer (en) : la romanichelle
- 1918 : Cecilia of the Pink Roses de Julius Steger (es) : Cecilia
- 1918 : The Burden of Proof de John G. Adolfi et Julius Steger (es) : Elaine Brooks
- 1919 : La Belle de New York (The Belle of New York) de Julius Steger (es) : Violet Gray
- 1919 : Getting Mary Married d'Allan Dwan : Mary
- 1919 : The Dark Star d'Allan Dwan : Rue Carew
- 1919 : L'Étoile de cinéma (The Cinema Murder) de George D. Baker : Elizabeth Dalston
- 1920 : April Folly de Robert Z. Leonard : April Poole
- 1920 : Les Incomprises (The Restless Sex) de Robert Z. Leonard : Stephanie Cleland
- 1921 : Le Pirate (Buried Treasure) de George D. Baker : Pauline Vandermuellen
- 1921 : Enchantement (Enchantment) de Robert G. Vignola : Ethel Hoyt
- 1922 : Roxelane (The Bride's Play) de George Terwilliger : Enid de Cashel / Aileen Barrett
- 1922 : Régina (Beauty's Worth) de Robert G. Vignola : Prudence Cole
- 1922 : La Vierge folle (The Young Diana), de Albert Capellani et Robert G. Vignola : Diana May
- 1922 : Sur les marches d'un trône (When Knighthood Was in Flower) de Robert G. Vignola : Mary Tudor
- 1923 : Adam and Eva de Robert G. Vignola : Eva King
- 1923 : Le Pèlerin (The Pilgrim) de Charlie Chaplin : Congregation Member
- 1923 : Patricia (Little Old New York) de Sidney Olcott : Patricia O'Day
- 1924 : Yolanda de Robert G. Vignola : princesse Mary / Yolanda
- 1924 : Janice Meredith de E. Mason Hopper : Janice Maredith
- 1924 : La Femme de Don Juan (Wife of the Centaur) de King Vidor
- 1925 : L'Amazone (Zander the Great) de George W. Hill : Mamie Smith
- 1925 : Lights of Old Broadway de Monta Bell : Fely / Anne
- 1925 : Ben-Hur (Ben-Hur: A Tale of the Christ) de Fred Niblo : figurante sur un char dans la foule
- 1926 : Quand la femme est Roi (Beverly of Graustark) de Sidney Franklin : Beverly Calhoun
- 1927 : Le Moulin rouge (The Red Mill) de William Goodrich : Tina
- 1927 : Tillie the Toiler de Hobart Henley : Tillie Jones
- 1927 : Le Bel Âge (The Fair Co-Ed) de Sam Wood : Marion Bright
- 1927 : La Galante Méprise (Quality Street) de Sidney Franklin : Phoebe Throssel
- 1928 : The Five O'Clock Girl
- 1928 : Une gamine charmante (The Patsy) de King Vidor : Patricia Harrington
- 1928 : L'Amant de papier (The Cardboard Lover) de Robert Z. Leonard : Sally
- 1928 : Mirages (Show People) de King Vidor : Peggy Pepper / Herself
- 1929 : Marianne de Robert Z. Leonard : Marianne Blondy
- 1929 : Hollywood chante et danse (The Hollywood Revue of 1929) de Charles Reisner : elle-même
- 1930 : Dulcy (Not So Dumb) de King Vidor : Dulcinea 'Dulcy' Parker
- 1930 : The Florodora Girl (A Story of the Gay Nineties) de Harry Beaumont : Daisy Dell
- 1931 : The Bachelor Father de Robert Z. Leonard : Antoinette 'Tony' Flagg
- 1931 : It's a Wise Child de Robert Z. Leonard : Joyce Stanton
- 1931 : Fille de luxe (Five and Ten) de Robert Z. Leonard : Jennifer Rarick
- 1932 : Polly of the Circus d'Alfred Santell : Polly Fisher
- 1932 : La Reine des girls (Blondie of the Follies) de Edmund Goulding : Blondie McClune
- 1933 : Peg o' My Heart de Robert Z. Leonard : Margaret 'Peg' O'Connell
- 1933 : Au pays du rêve (Going Hollywood) de Raoul Walsh : Sylvia Bruce
- 1934 : Agent n° 13 (Operator 13) de Richard Boleslawski : Gail Loveless
- 1935 : Reine de beauté (Page Miss Glory) de Mervyn LeRoy : Loretta Dalrymple, dite Miss Dawn Glory
- 1936 : Betsy de Frank Borzage : Elizabeth 'Betsy' Patterson
- 1936 : Caïn et Mabel (Cain and Mabel) de Lloyd Bacon : Mabel O'Dare
- 1937 : Bataille de dames (Ever Since Eve) de Lloyd Bacon : Miss Marjorie 'Marge' Winton, dite Sadie Day

### Comme productrice
- 1919 : Getting Mary Married d'Allan Dwan
- 1927 : La Galante Méprise (Quality Street), de Sidney Franklin
- 1928 : The Cardboard Lover de Robert Z. Leonard
- 1929 : Marianne de Robert Z. Leonard
- 1930 : Dulcy (Not So Dumb) de King Vidor
- 1930 : The Florodora Girl (A Story of the Gay Nineties) de Harry Beaumont
- 1931 : The Bachelor Father de Robert Z. Leonard
- 1931 : It's a Wise Child de Robert Z. Leonard
- 1931 : Fille de luxe (Five and Ten) de Robert Z. Leonard
- 1932 : Polly of the Circus d'Alfred Santell
- 1932 : La Reine des girls (Blondie of the Follies) d'Edmund Goulding
- 1935 : Reine de beauté (Page Miss Glory) de Mervyn LeRoy
- 1936 : Hearts Divided, de Frank Borzage

### Comme scénariste
- 1917 : La Romanichelle (Runaway, Romany) de George W. Lederer (en)

## Dans la fiction
- Elle a inspiré le rôle de Susan Alexander dans le drame Citizen Kane interprété par Dorothy Comingore.

### Cinéma
- Son rôle est interprété par l'actrice Heather McNairn dans le biopic Chaplin (1992) de Richard Attenborough.
- Son rôle est interprété par l'actrice Gretchen Mol dans la comédie Broadway, 39e rue (1999) de Tim Robbins.
- Son rôle est interprété par l'actrice Kirsten Dunst dans la comédie Un parfum de meurtre (2001) de Peter Bogdanovich.
- Son rôle est interprété par l'actrice Amanda Seyfried dans le biopic Mank (2020) de David Fincher.
- Son rôle est interprété par l'actrice Chloe Fineman dans le drame Babylon (2022) de Damien Chazelle.

### Télévision
- Son rôle est interprété par l'actrice Virginia Madsen dans le drame The Hearst and Davies Affair (1985).
- Son rôle est interprété par l'actrice Melanie Griffith dans le drame RKO 281 : La Bataille de Citizen Kane (1999).